# Blosseville
Blosseville – miejscowość i gmina we Francji, w regionie Normandia, w departamencie Sekwana Nadmorska.
Według danych na rok 1990 gminę zamieszkiwało 259 osób, a gęstość zaludnienia wynosiła 37 osób/km² (wśród 1421 gmin Górnej Normandii Blosseville plasuje się na 648. miejscu pod względem liczby ludności, natomiast pod względem powierzchni na miejscu 535.).